# Rafael Wihby Bracalli
Rafael Wihby Bracalli (* 5. Mai 1981 in Santos) ist ein brasilianischer Fußballspieler. Er spielt aktuell bei Boavista Porto in der Primeira Liga, der höchsten portugiesischen Spielklasse.

## Karriere
Bracalli begann seine Karriere bei Paulista FC in seiner Heimat Brasilien. In fünf Jahren als Einsergoalie bei Paulista konnte er 2005 die Copa do Brasil gewinnen, daraufhin spielte er mit Paulista 2006 in der Copa Libertadores, wo er zu sechs Einsätzen kam, Paulista schied in der Gruppenphase aus. 2006 kehrte er Südamerika den Rücken und wechselte zu Nacional Funchal. Dort war er anfangs Back-up, ehe er in der Saison 2008/09 zum Stammtorhüter avancierte. Der Verein konnte den vierten Platz in der höchsten portugiesischen Spielklasse erreichen, daraufhin qualifizierte sich Nacional für die Europa League.
Sein Debüt auf europäischer Klubebene gab er am 20. August 2009 gegen Zenit St. Petersburg. Das Spiel endete 4:3, wobei mit dem Erfolg im Rückspiel Nacional in die Gruppenphase aufstieg. Dort kam Bracalli in allen Spielen zum Einsatz. Auch in der Meisterschaft war er Stammtorhüter, hier wurde der siebente Platz erreicht.
Im Sommer 2011 wechselte er zum FC Porto. Dort unterzeichnete er einen Vertrag bis zum Sommer 2014. Bracalli feierte sein Debüt für den FC Porto im Spiel gegen CA Pêro Pinheiro für den portugiesischen Fußballpokal, am 15. Oktober 2011 wo Porto mit 8:0 siegte.
Für die Saison 2012/13 wechselte Bracalli leihweise zum SC Olhanense. Anschließend kehrte er nicht nach Porto zurück, sondern wechselte zum griechischen Verein Panetolikos. Im Jahr 2015 kehrte der Spieler nach Portugal zurück und schloss sich dem FC Arouca an. Nach drei Jahren in Arouca wechselte er im Juli 2018 zu Boavista Porto.

## Erfolge
- 1 × Copa do Brasil: 2005
- 1 × Portugiesische Meisterschaft: 2011/12
- 1 × Portugiesischer Fußball-Supercup: 2011